# Stefanus- en Bartholomeuskerk
De Sint-Stefanus- en Bartholomeuskerk (St.-Stephani-und-Bartholomäi-Kirche) is de kerk van de lutherse gemeente in het Oost-Friese Detern (Nedersaksen). De kerk behoort tot de open kerken en is in de zomer regelmatig geopend voor bezichtiging.

## Geschiedenis
Aan de kerk gingen minstens twee, mogelijk zelfs drie voorgangers vooraf. Wanneer het eerste kerkgebouw werd gebouwd is onbekend. Vermoedelijk stond het achter het huidige Pastor Behrens Haus, het parochiehuis van de gemeente. Een tweede kerk werd ongeveer 150 meter ten zuidoosten van de huidige kerk, vermoedelijk rond het midden van de 11e eeuw, gebouwd.
Bij vetes tussen de Oost-Friese hoofdelingen liep Widzel tom Brok met zijn mannen in 1399 bij Detern in een hinderlaag. Ze vluchtten vervolgens naar de zich aldaar bevindende kerk, die vervolgens door de vijand in brand werd gestoken. Samen met zijn mannen liet Widzeld bij deze tragische gebeurtenis het leven. Het kerkgebouw werd geheel verwoest en het duurde wegens geldgebrek nog meer dan een halve eeuw vooraleer de kerk op de huidig plaats werd herbouwd. Toen deze middeleeuwse kerk bouwvallig werd, volgde na 1800 de afbraak. In 1806 werd deze middeleeuwse kerk door de huidig bakstenen kerk vervangen. Aansluitend vonden er meerdere verbouwingen plaats.

## Bouwbeschrijving
De Stefanus- en Bartholomeuskerk is een classicistische zaalkerk van baksteen. Het kerkgebouw kent grote rondboogramen en heeft als enige kerk in Oost-Friesland een mansardedak.
Het oudste bouwdeel is de klokkentoren van het parallelmuurtype. Deze toren is aanmerkellijk ouder dan de kerk zelf. In de toren hangen drie klokken: een romaanse klok uit circa 1300, een Mariaklok van B. Klinghe uit 1482 en sinds 1957 een derde klok die het inschrift Den Toten zweier Weltkriege zum Gedenken draagt. De laatste klok roept op tot gebed en luidt dagelijks om 08:00 uur, 12:00 uur en 18:00 uur.

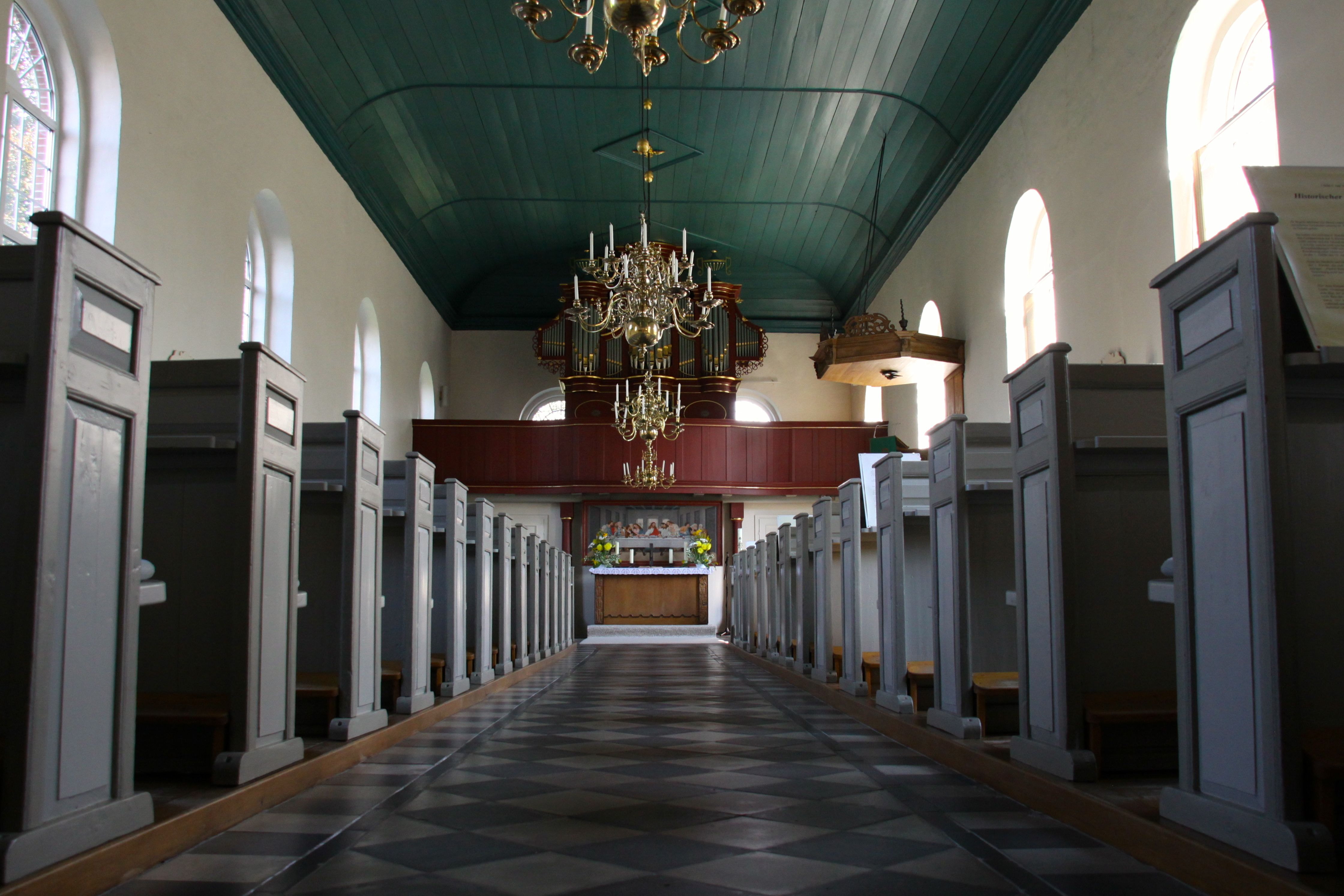
Orgel

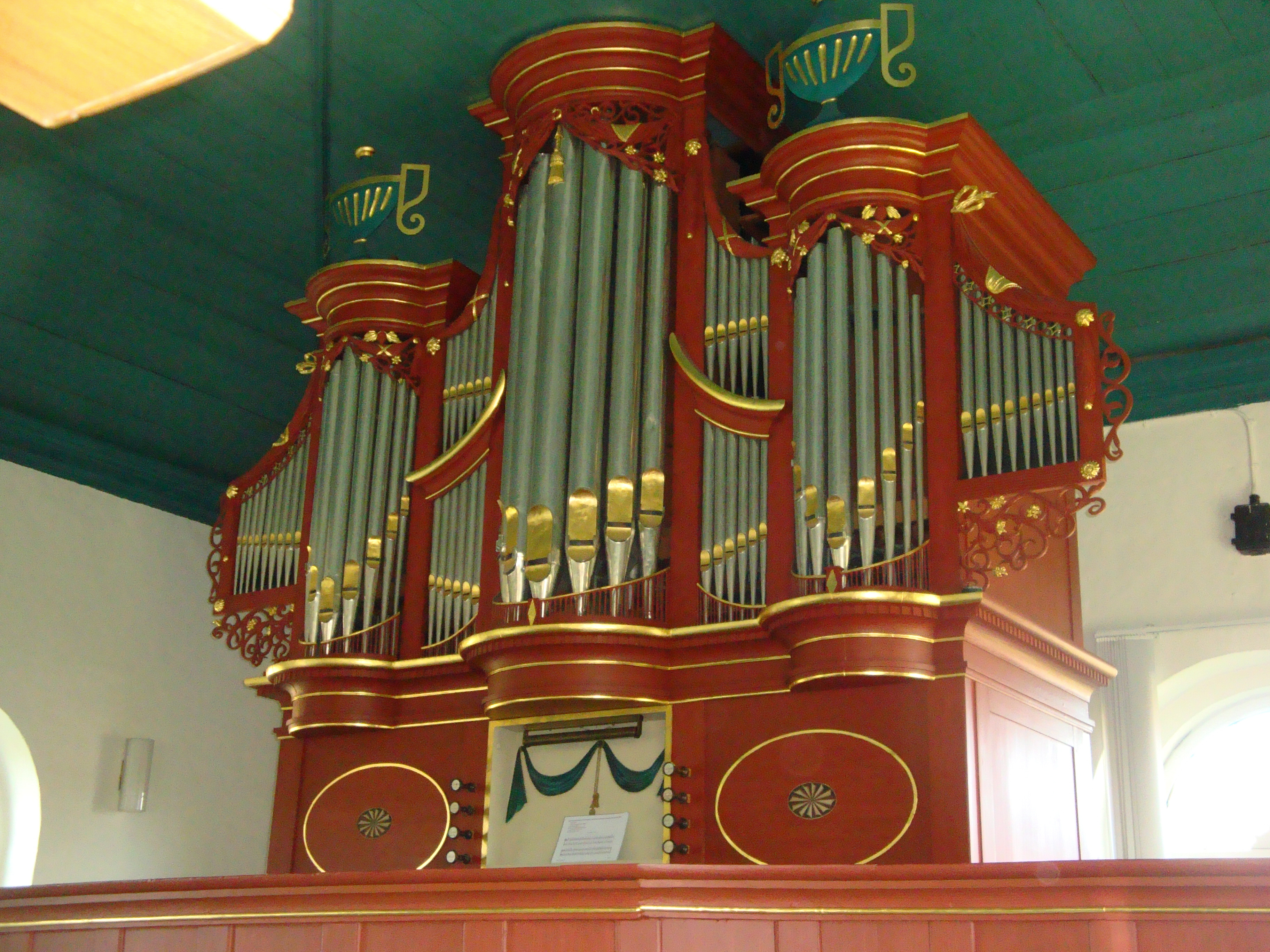
Orgel

## Interieur
In de kerk verlichten vier kroonluchters de ruimte, waarvan de oudste uit 1692 dateert. De kansel werd in 1692 gebouwd en heeft nog in de oude middeleeuwse kerk gestaan. De kanselkuip wordt versierd met houtsnijwerk van de vier evangelisten en hun symbolen. Uit de 14e eeuw stamt het vroeggotische doopvont (of wijwaterbekken), terwijl de standaardschaal vroeg-18e-eeuws is. De doopboeken van Detern bleven sinds 1644 geheel bewaard. Het schilderij boven het altaar werd in 1835 door de schilder D.A. Bengen uit Hannover naar Da Vinci's Laatste Avondmaal geschilderd en geschonken.

## Orgel
Het orgel is een van de grootste éénmanualige orgels van Oost-Friesland en bezit twaalf registers. Het pedaal is aangehangen. Het door Wilhelm Eilert Schmid uit Leer gebouwde instrument bleef voor het grootste deel in de originele staat bewaard. 